# Румыния на «Евровидении-2009»

## Национальный отбор
Румыния продляла прием заявок до 22-го декабря 2008 года, поскольку на конкурс с 15 ноября по 15 декабря, поступило только 5 (пять) композиций.
Изначально, TVR планировала отобрать, как обычно, 24 участника для национального отбора.
В настоящее время телеканал все еще надеется уложиться в расписание, жюри должно прослушать все заявки 8го января и объявить список участников с размещением песен на сайте TVR на следующий день, полуфиналы должны пройти 27го и 29го января и финал 31го.
Представители TVR обвинили в значительном снижении интереса по сравнению с 282 заявками, поданными в прошлом году, избирательную кампанию. «Объяснение этому — период выборов в стране и участие артистов в различных концертах. Мы полагаем, что именно поэтому у них не было времени подготовиться и подать заявку на участие», сообщила Мария Субулица, представитель TVR. Другой причиной снижения интереса считается запрет на участие в отборе иностранных композиторов.
Несколько дней назад о своем интересе принять участие в конкурсе заявил Михай Трайстариу. Он считает, что готов привезти Евровидение в Румынию. Но, как оказалось и Трайстариу пока не подал официальной заявки: "У меня есть две песни, и я не знаю, которая из них лучше. Я не хочу рисковать, я хочу поспрашивать мнение фанатов, друзей. Я не хочу поехать в Москву и стать там 10 м. Но у меня еще есть время, чтобы принять решение.
5 исполнителей, которые подали заявки — это: Дину Максер, Диана Спану (бывшая участница фестиваля в Мамайе), Симона Нэй (прошлогодняя конкурсантка), группа Blaxy Girls и, неожиданно, Нико. Хотя в этом году она уже принимала участие в финале Евровидения в Белграде в дуэте с Владом Мирицей и не вошла в топ 10, она решила еще раз испытать удачу.

## В первом полуфинале
Елена выступила в первом полуфинале под 14-м номером, заняв 9-е место с 67 баллами.
| Голоса за исполнителя Румынии в первом полуфинале | Голоса за исполнителя Румынии в первом полуфинале |
| ------------------------------------------------- | ------------------------------------------------- |
| Оценка                                            | Страна                                            |
| 12                                                |                                                   |
| 10                                                | Португалия                                        |
| 8                                                 | Израиль                                           |
| 7                                                 | Турция, Македония                                 |
| 6                                                 | Черногория, Босния и Герцеговина                  |
| 5                                                 | Болгария                                          |
| 4                                                 | Андорра, Исландия                                 |
| 3                                                 |                                                   |
| 2                                                 | Бельгия, Армения, Мальта, Великобритания          |
| 1                                                 | Белоруссия, Германия                              |

| Голоса телезрителей Румынии в первом полуфинале | Голоса телезрителей Румынии в первом полуфинале |
| ----------------------------------------------- | ----------------------------------------------- |
| Оценка                                          | Страна                                          |
| 12                                              | Турция                                          |
| 10                                              | Исландия                                        |
| 8                                               | Армения                                         |
| 7                                               | Португалия                                      |
| 6                                               | Мальта                                          |
| 5                                               | Босния и Герцеговина                            |
| 4                                               | Швеция                                          |
| 3                                               | Израиль                                         |
| 2                                               | Македония                                       |
| 1                                               | Финляндия                                       |

## Финал
В финале Елена выступала 22-й и заняла 19-е место с 40 баллами. 12 баллов подарила  Молдавия.
| Голоса за Елену Георгие в финале | Голоса за Елену Георгие в финале   |
| -------------------------------- | ---------------------------------- |
| Оценка                           | Страна                             |
| 12                               | Молдавия                           |
| 10                               |                                    |
| 8                                |                                    |
| 7                                | Испания                            |
| 6                                |                                    |
| 5                                | Турция, Македония                  |
| 4                                |                                    |
| 3                                | Азербайджан                        |
| 2                                | Кипр, Сербия, Ирландия, Португалия |
| 1                                |                                    |

| Голоса телезрителей Румынии в финале | Голоса телезрителей Румынии в финале |
| ------------------------------------ | ------------------------------------ |
| Оценка                               | Страна                               |
| 12                                   | Молдавия                             |
| 10                                   | Исландия                             |
| 8                                    | Греция                               |
| 7                                    | Армения                              |
| 6                                    | Турция                               |
| 5                                    | Норвегия                             |
| 4                                    | Азербайджан                          |
| 3                                    | Мальта                               |
| 2                                    | Дания                                |
| 1                                    | Эстония                              |